# Chad Hugo
Charles Hugo, también conocido como Chase Chad, es un productor estadounidense (de ascendencia filipina) ganador de un Grammy. Es mayormente conocido por ser uno de los integrantes del dúo The Neptunes (junto con Pharrell) y es miembro de la banda N.E.R.D. Es saxofonista, pianista y guitarrista.
En las presentaciones en vivo con N.E.R.D, Hugo originalmente tocaba la guitarra. Después de un tiempo sin presentarse en vivo, sin embargo, ha regresado a la banda para tocar los teclados.
Por disputas sobre el nombre del dúo "The Neptunes". Hugo se separaría de Pharrell Williams, y iniciarían una disputa legal, la cual llevó a la cancelación de los proyectos de N.E.R.D y The Neptunes.
En 2024 produjo una canción titulada "PROBLEMATIC" para el álbum colaborativo VULTURES 1 de ¥$, el súperduo formado por el cantante perteneciente a Los Angeles Ty Dolla $ign y el artista oriundo de Chicago Ye (conocido como Kanye West).
Clipse reveló en 2025 que a pesar de que "Hell Hath No Fury" fuera producido totalmente por The Neptunes, Chad Hugo no tuvo intervención en el álbum pero que Pharrell Williams hizo todo la producción, significando que la demanda de Chad comenzó por usar el nombre del dúo sin su consentimiento. Se dice que en "Green Juice" de A$AP Ferg también se usó sin permiso del exmiembro de N.E.R.D.